# Rohrendorf bei Krems
Rohrendorf bei Krems è un comune austriaco di 2 080 abitanti nel distretto di Krems-Land, in Bassa Austria. tra il 1938 e il 1945 è stato accorpato alla città di Krems an der Donau.